# Gudrun Sander
Eva Gudrun Sander-Mühlbachler (* 18. April 1964 in Linz) ist Titularprofessorin für Betriebswirtschaftslehre mit besonderer Berücksichtigung des Diversity Managements an der Universität St. Gallen und Expertin im Bereich Diversität und Inklusion.

## Leben
Gudrun Sander wuchs in Österreich auf und studierte Betriebswirtschaftslehre an der Johannes Kepler Universität in Linz. 1989 verlegte sie ihren Wohnsitz in die Schweiz und arbeitete in verschiedenen Funktionen an der Universität St. Gallen (HSG). 1997 promovierte sie an der Universität St. Gallen zum Thema „Von der Dominanz zur Partnerschaft. Neue Verständnisse von Gleichstellung und Management“, wofür sie den Anerkennungspreis der Schweizerischen Gesellschaft für Organisation und Management (SGO) erhielt.
Ihr Engagement für die Frauen in der Wirtschaft zeigt sich nicht nur bei der Wahl ihres Dissertationsthemas. So initiierte sie die Kinderkrippe der Universität St. Gallen mit einem einzigartigen Finanzierungsmodell. Später war sie Geschäftsführerin der Frauenförderungsinitiative „Taten statt Worte“ und engagierte sich für die Umsetzung von Gleichstellungs-Controlling in Unternehmen, öffentlichen Verwaltungen und Non-Profit-Organisationen. Heute hat sie die Geschäftsleitung des Vereins Gleichstellungs-Controlling inne.
Ihrem Einsatz für Frauen kommt sie auch als Direktorin für Diversity und Management Programme an der Executive School der Universität St. Gallen (ES-HSG) nach, wo sie u. a. für die Konzeption und Durchführung des Programms „Women Back to Business“, einem Management-Diplomprogramm für berufliche Wiedereinsteigerinnen mit akademischem Abschluss, verantwortlich ist. Weiter ist sie Direktorin am Competence Center for Diversity and Inclusion (CCDI-FIM) an der Forschungsstelle für Internationales Management der Universität St. Gallen (FIM-HSG) und seit 2014 Titularprofessorin für Betriebswirtschaftslehre mit besonderer Berücksichtigung des Diversity Managements an der Universität St. Gallen.
Gudrun Sander ist selbständige Organisationsberaterin und seit 2011 Inhaberin und CEO der Sander & Sander GmbH. Sie ist an Hochschulen als Dozentin tätig. Seit 2011 ist sie sowohl akademische Expertin der Women’s Empowerment Principles Leadership Group (WEPs LG) von UN Women und UN Global Compact als auch Mitglied der Principles for Responsible Management Education (PRME) Working Group on Gender Equality. Sie veröffentlichte Bücher und Artikel und tritt als Referentin in Wirtschaft, öffentlichen Verwaltungen und Non-Profit-Organisationen auf.
Gudrun Sander ist verheiratet mit Stefan Sander und hat zwei Töchter und einen Sohn. Sie lebt in St. Gallen.

## Veröffentlichungen (Auswahl)

### Bücher
- Catherine Müller, Gudrun Sander: Gleichstellungs-Controlling. Das Handbuch für die Arbeitswelt. vdf-Verlag, Zürich 2005.
- Elisabeth Bauer, Gudrun Sander, Sabina von Arx: Strategien wirksam umsetzen. Das Handbuch für Non-Profit-Organisationen. Haupt-Verlag, Bern 2010.
- Catherine Müller, Gudrun Sander: Innovativ führen mit Diversity-Kompetenz. 2. Auflage, Haupt-Verlag, Bern 2011.
- Elisabeth Bauer, Gudrun Sander: Strategieentwicklung kurz und klar. Das Handbuch für Non-Profit-Organisationen. 2. Auflage, Haupt-Verlag, Bern 2011.
- Sander, Gudrun: Von der Dominanz zur Partnerschaft. Neue Verständnisse von Gleichstellung und Management. Haupt-Verlag, Bern 1998.

### Mitautorenschaft
- Annette Risberg, Alexandra Beauregard, Gudrun Sander: Organizational Implementation: Diversity Practices and Tools. In: Mary Ann Danowitz (Hrsg.), Edeltraud Hanappi-Egger (Hrsg.), Heike Mensi-Klarbach (Hrsg.): Diversity in Organizations: Concepts and Practices. Palgrave Macmillan, Basingstoke 2012, S. 185–237.
- Gudrun Sander: Karrierepausen ja – aber keine Pause bei der Gleichstellung. In: Ilse Oehler (Hrsg.): Pause bitte – Und dann ein Neuanfang. Somedia Buchverlag Edition Rüegger, Zürich 2014, S. 145–153.
- Julia C. Nentwich, Gudrun Sander: Integrating Gender and Diversity in Management Education: Playing the paradox between ‘mainstreaming’ and ‘context only’. The University of St. Gallen’s Gender and Diversity Teaching Programme. In: Patricia M. Flynn, Kathryn Haynes, Maureen Kilgour: Integrating Gender Equality into Management Education. Greenleaf Publishing, Sheffield 2015.
- Ines Hartmann, Gudrun Sander: Einführung einer Diversity-and-Inclusion-Kultur. In: Petia Genkova (Hrsg.), Tobias Ringeisen (Hrsg.): Handbuch Diversity Kompetenz: Perspektiven und Anwendungsfelder. Springer, Wiesbaden 2016, S. 633–647.
- Talina Peyer, Gudrun Sander:  Topsharing – geteilte Führung als Lösung für die Zukunft? In: Irenka Krone-Germann (Hrsg.), Alain Max Guénette (Hrsg.): Le partage d’emploi : Opportunités et défis sur le marché du travail. L’Harmattan, Paris 2017, S. 237–250.
- Ines Hartmann, Gudrun Sander: Diversity as Strategy. In: Heike Mensi-Klarbach (Hrsg.), Annette Risberg (Hrsg.): Diversity in Organizations: Concepts and Practices. 2nd edition, Palgrave Macmillan, Basingstoke 2018. (forthcoming)

Quelle: